# Leopoldshagen
Leopoldshagen ist eine Gemeinde im Landkreis Vorpommern-Greifswald in Mecklenburg-Vorpommern (Deutschland). Die Gemeinde wird vom Amt Am Stettiner Haff mit Sitz in Eggesin verwaltet.

## Geografie

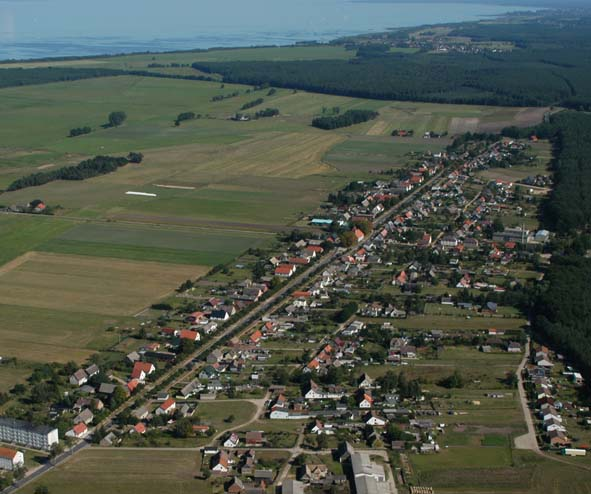
Luftbild (Blickrichtung Osten)

Die Gemeinde liegt am Nordwestrand der Anklamer Heide, ca. 16 Kilometer von der Kreisstadt Anklam entfernt. Leopoldshagen ist als typisches Straßenreihendorf an der Hauptstraße ausgerichtet, wobei eine südlich verlaufende parallele Straße eine zweite Bebauungslinie bildet. Die Kirche des Ortes ist inselartig von der Hauptstraße umschlossen.
 Die etwa drei Kilometer breiten Haffwiesen trennen Leopoldshagen vom Stettiner Haff.
Nordwestlich von Leopoldshagen beginnt das Anklamer Torfmoor (auch Anklamer Stadtbruch genannt), ein unter Naturschutz stehendes Feuchtgebiet, von westlichen Haffufer bis Anklam.

## Ortsteile
- Leopoldshagen
- Grünberg
- Hoheheide
- Mörkerhorst
- Kuhlerort

## Geschichte

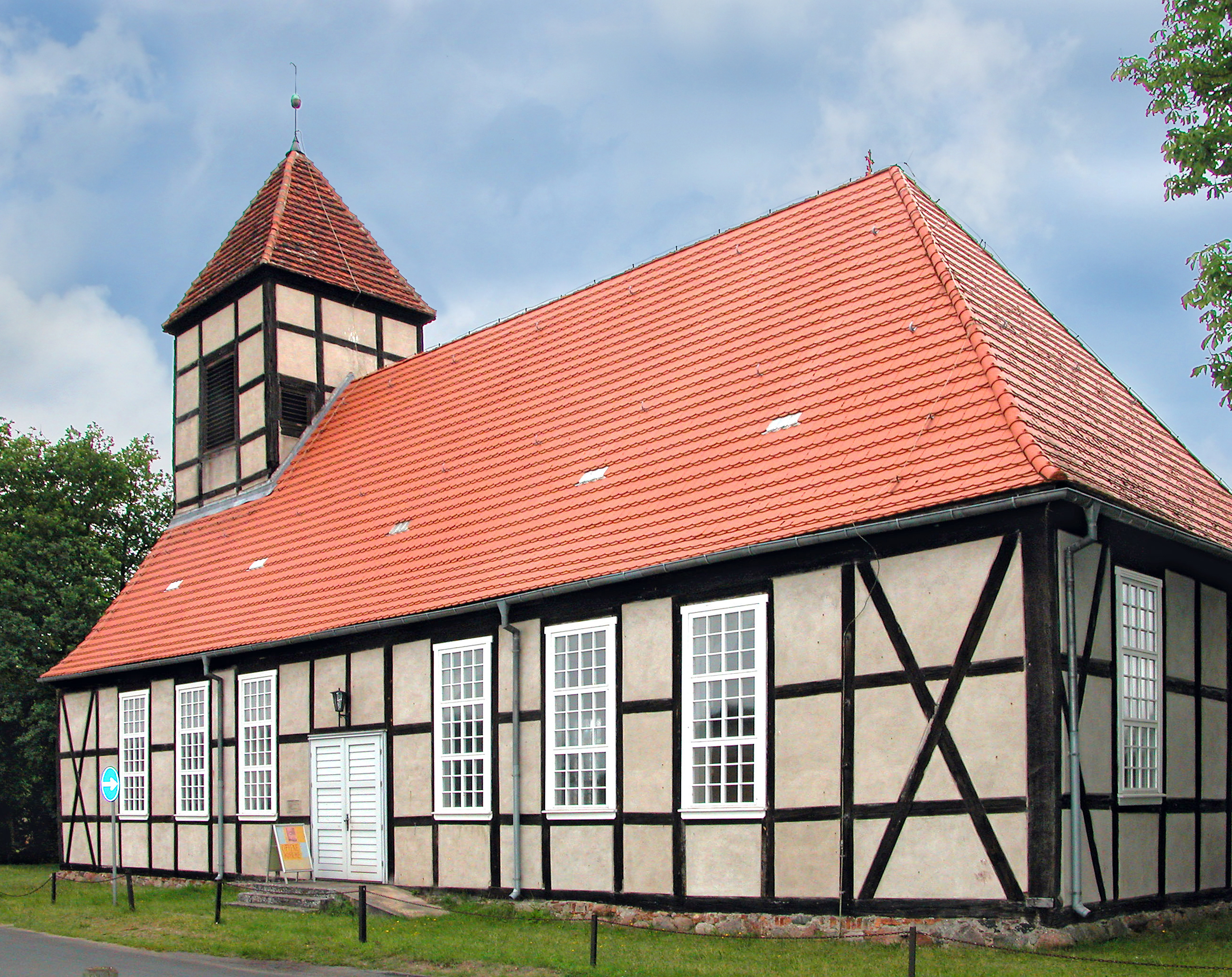
Fachwerkkirche mittig auf der Landstraße

Auf Anordnung des Königs Friedrich II. von  Preußen wurde der Ort 1748 durch den Landbaumeister Knüppel als ein langgestrecktes Straßenreihendorf angelegt und mit 30 Kolonisten besiedelt. 29 Kolonisten kamen aus Mecklenburg-Strelitz und eine Familie aus Schwedisch-Pommern. Zunächst wurden 30 Bauernhöfe nach der Rodung des großen Eichenwaldes angelegt. 18 dieser Hofanlagen mit ihren giebelständigen Wohngebäuden blieben erhalten.

1752 wurde der Ort nach dem Fürsten Leopold Maximilian von Anhalt-Dessau benannt.
Trotz schwieriger Kultivierung wuchs der Ort und eine kleine Fachwerkkirche entstand 1754 und 1763 kam der erste Pfarrer nach Leopoldshagen. Die Kolonisten wurden verpflichtet auf der gegenüberliegenden Straßenseite, die so genannte Büdnerseite, Doppelwohnhäuser zu errichten, um weitere Menschen anzusiedeln. Ab der Mitte des 19. Jahrhunderts entstand dann die so genannte Hinterreihe.
1896 entstand der Kleinbahnhof und der Bahnanschluss. Die Mecklenburg-Pommersche Schmalspurbahn (MPSB) hatte  eine eigene Gleisverbindung von Leopoldshagen nach Anklam. Am 28. April 1945 endete der planmäßige Zugverkehr auf der Strecke Anklam – Leopoldshagen und die Strecke wurde demontiert.
Leopoldshagen gehörte zum Landkreis Anklam. Die breite Dorfstraße mit der Kirche in der Mittellage trennte die Bauern auf der Nordseite von den Büdnern und Handwerkern auf der anderen Straßenseite, was zum Teil heute noch an der Bausubstanz ersichtlich ist. Die kleinteiligen Strukturen verschwanden jedoch nach 1945 und zwei Landwirtschaftliche Produktionsgenossenschaften (LPG) wurden gegründet. Die bestehenden kulturellen Vereine, Sportverein; DTSV „Blau-Weiß 58“ und Karnevalsverein; „Le-Ha“, wurden vom Dorfclubvorsitzenden Max Eckhardt gegründet.
Die Grundschule versorgt auch die Nachbargemeinden Mönkebude und Grambin. Seit 1991 wurde der Ortskern im Rahmen der Städtebauförderung gründlich saniert.

## Politik

### Gemeindevertretung und Bürgermeister
Der Gemeinderat besteht inklusive des Bürgermeisters aus acht Mitgliedern. Die Wahl zum Gemeinderat am 26. Mai 2019 hatte folgende Ergebnisse:
| Partei/Bewerber                   | Prozent | Sitze |
| --------------------------------- | ------- | ----- |
| WG TSV Blau-Weiß 58 Leopoldshagen | 86,55   | 7     |
| CDU                               | 13,45   | 1     |

Bürgermeister der Gemeinde ist Werner Hackbarth, er wurde mit 69,71 % der Stimmen gewählt.

### Wappen, Flagge, Dienstsiegel
Die Gemeinde verfügt über kein amtlich genehmigtes Hoheitszeichen. Als Dienstsiegel wird das kleine Landessiegel mit dem Wappenbild des Landesteils Vorpommern geführt. Es zeigt einen aufgerichteten Greifen mit aufgeworfenem Schweif und der Umschrift „GEMEINDE LEOPOLDSHAGEN * LANDKREIS VORPOMMERN-GREIFSWALD“.

## Sehenswürdigkeiten
- Leopoldshagener Fachwerkkirche aus der Mitte des 18. Jahrhunderts mit einem Dachreiter und drei Glocken im Glockenstuhl
- Wohnhaus mit Zwiebelturm
- In einer alten Motormühle wurde 1998 anlässlich der 250-Jahr-Feier eine Heimatstube eingerichtet. Sie zeigt wie die Kolonisten, Handwerker und zwei Fischer lebten sowie Beiträge zur Kirchengeschichte und zum Schulalltag.

## Verkehrsanbindung
Neun Kilometer westlich von Leopoldshagen liegt die Gemeinde Ducherow. Dort besteht Anschluss an das Bundesstraßennetz (B 109) und an die Bahnlinie Berlin–Stralsund. Die Umgebung ist gut durch Rad- und Wanderwege erschlossen.

## Persönlichkeiten
- Joachim Christian Gass (1766–1831), evangelischer Theologe und Hochschullehrer
- Karl von Scheven (1882–1954), ev. lutherischer Theologe und Bischof der Pommerschen Evangelischen Kirche.